# Palacio de la Magdalena

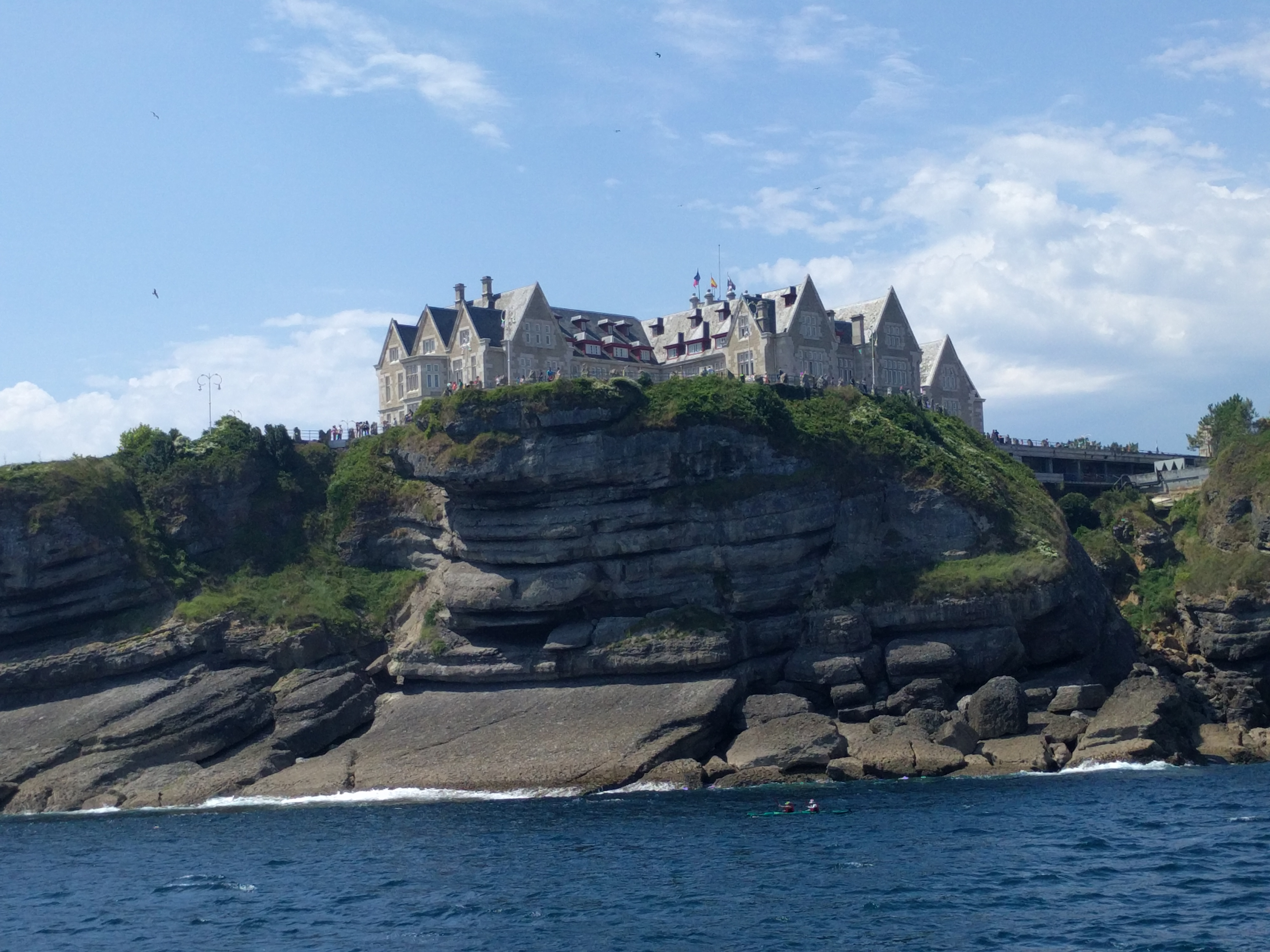
Zicht op het paleis vanaf het water

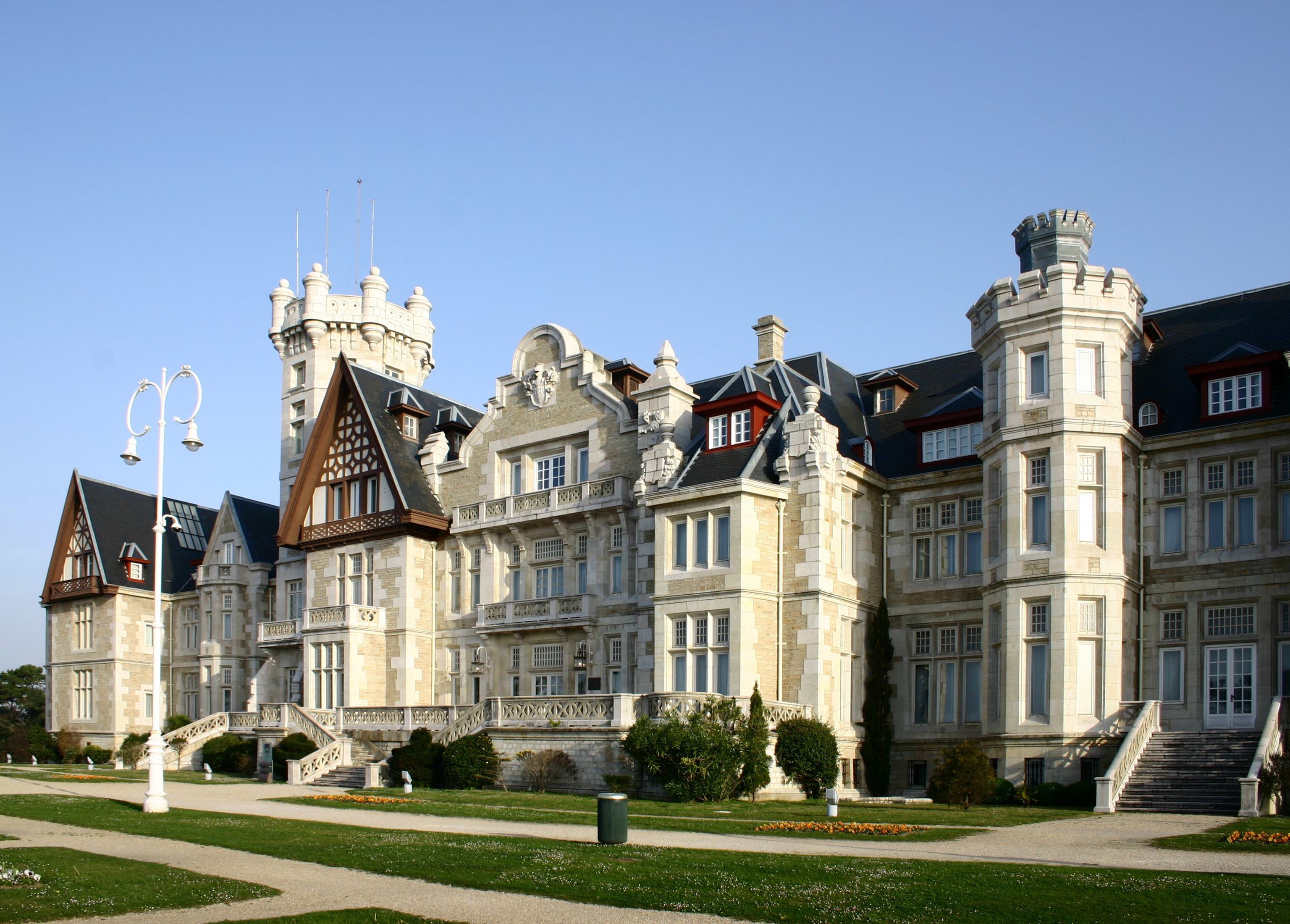
Palacio de la Magdalena

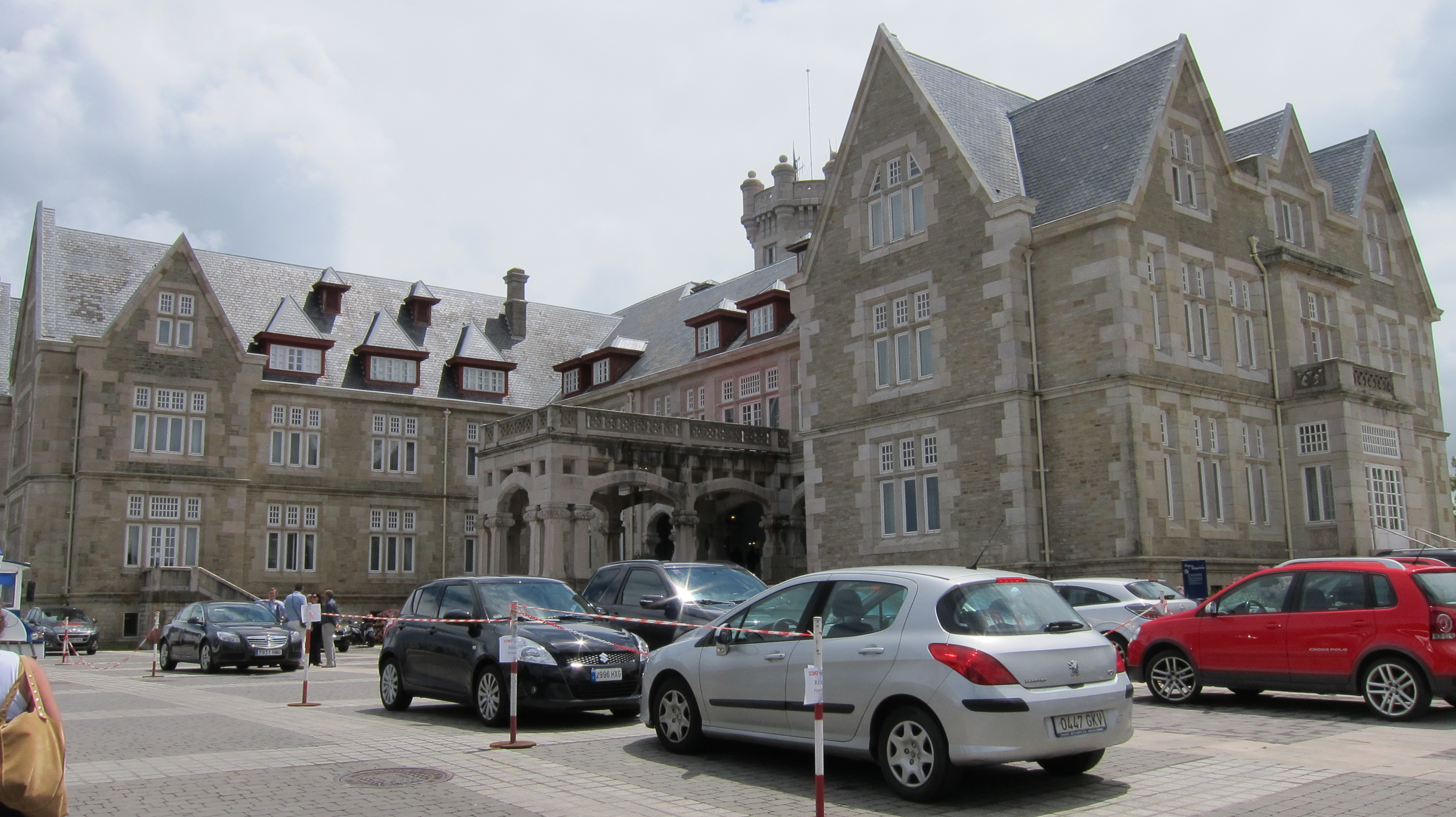
Noord- of achterkant met portiek

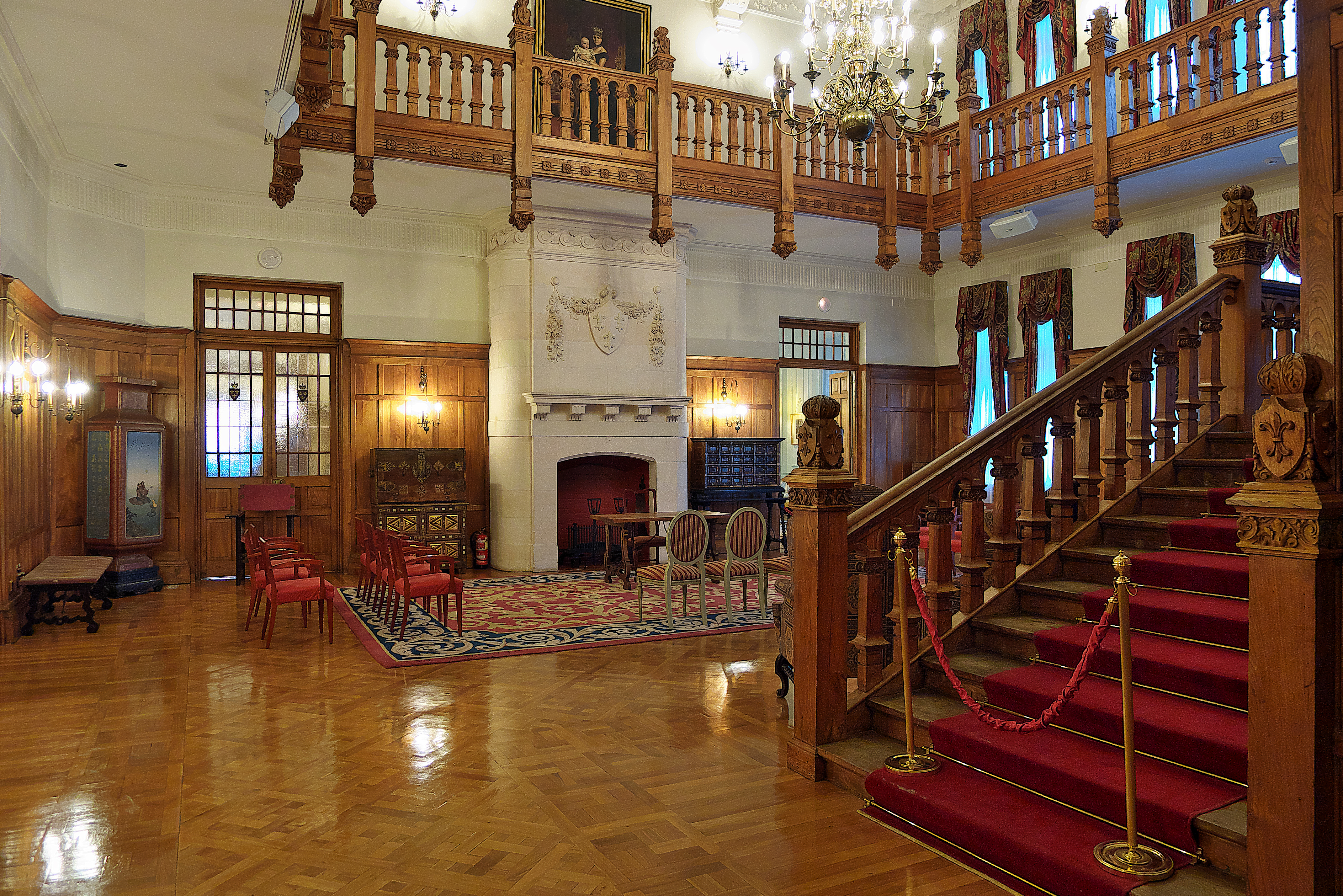
Ontvangstruimte

Het Palacio de la Magdalena is een voormalig koninklijk paleis gelegen op het schiereiland La Magdalena in de Spaanse stad Santander. Het kwam op de plaats van het oude fort van San Salvador de Hano die tot taak had de ingang van de baai te beschermen. 

## Schiereiland la Magdalena
Het paleis is gelegen op het hoogste punt van het schiereiland La Magdalena. La Magdalena ligt aan de monding van de baai van Santander. Naast het paleis is op het schiereiland een park, een kleine vuurtoren, een strand, een minidierentuin, met zeeleeuwen en pinguïns, en een kinderspeeltuin.

## Paleis
Het paleis werd tussen 1908 en 1912 gebouwd voor de koninklijke familie. Het ontwerp is van de architecten Javier González de Riancho en Gonzalo Bringas. Het paleis was een geschenk van de stad aan de koning. Het bouwwerk kostte 700.000 peseta's en werd betaald door de gemeente, vrijwillige bijdragen van een belangrijke inwoners en tot slot een loterij om het ontbrekende geld bij elkaar te krijgen. In 1904 kwam de grond in handen van de stad en op 23 april 1908 accepteerde de koning het geschenk waarmee de uitvoering kon beginnen. In maart 1909 begon de aannemer, Daniel Sierra, met het werk. Koningin Victoria Eugénie van Battenberg was intensief betrokken bij het ontwerp en de bouw.
Het paleis heeft een eclectische stijl met Engelse en Franse invloeden. Het hoofdgebouw is ongeveer 90 meter lang en 21 meter breed en aan de achterzijde is er een uitbreiding van 20 bij 20 meter. De dakrand is asymmetrisch en dit geeft de indruk dat paleis bestaat uit meerdere aan elkaar gekoppelde gebouwen. Er zijn twee ingangen, die in het noorden is voor de rijtuigen en is voorzien van een portiek. De belangrijkste ingang is aan de zuidkant, met aan beide kanten een toren. Binnen zijn er vier verdiepingen, een kelder, begane grond, eerste verdieping en zolder. In 1914 zijn nog stallen gebouwd naar een ontwerp van door González Riancho, die een middeleeuwse Engelse stad nabootsen met puntige daken en zichtbare houten balken in de muren.
Het paleis kwam in 1912 gereed en de koning Alfons XIII kreeg op 7 september 1912 de sleutel overhandigd. Hij en zijn vrouw en andere familieleden maakten in de zomer gebruik van het huis tot ongeveer 1930, tot de proclamatie van de Tweede Spaanse Republiek.
De staat nam het paleis over, maar dit was controversieel omdat het een geschenk aan de koning was van de inwoners van Santander. Na zijn vertrek werd het gebouw voor diverse doeleinden gebruikt. Na 1932 werd het gebruikt door een universiteit en in de Spaanse burgeroorlog als ziekenhuis. De stallen werden gebruikt in de burgeroorlog om krijgsgevangen op te sluiten. In 1941 werden burgers opgevangen die door brand in 1941 hun huis hadden verloren. Geld ontbrak voor goed onderhoud.
In 1977 verkocht Juan de Borbón het gebouw aan de stad voor 150 miljoen peseta's. In 1982 werd het een Monumento Histórico Artístico de Carácter Nacional of nationaal monument. Tussen 1993 en 1995 werd het gerestaureerd. Op 14 juni 1995 werden de werkzaamheden officieel beëindigd met het bezoek van koning Juan Carlos en koningin Sofia. Het is in gebruik als congrescentrum en voor bijeenkomsten. Het is een belangrijk historisch gebouw en een grote toeristische attractie in de stad.